# AntiGone
AntiGone – trzeci album studyjny niemieckiej grupy muzycznej Heaven Shall Burn.

## Lista utworów
1. Echoes (Intro) – 1:29
2. The Weapon They Fear – 4:38
3. The Only Truth – 4:29
4. Architects Of The Apocalypse – 4:01
5. Voice Of The Voiceless – 4:53
6. Numbing The Pain – 5:36
7. To Harvest The Storm – 4:45
8. Rìsandi Von (Outro) – 1:31
9. Bleeding To Death – 4:14
10. Tree Of Freedom – 4:49
11. The Dream Is Dead – 4:41
12. Deyjandi Von (Outro) – 3:38

Utwory bonusowe na japońskiej edycji
- Dislocation – 3:34 (cover Disembodied)
- Not My God – 3:56 (cover Hate Squad)

Utwór bonusowy na koreańskiej edycji
- Straßenkampf – 2:03 (cover Die Skeptiker)

## Teledyski
- The Weapon They Fear (2004)[3][1]

## Twórcy
Skład zespołu
- Marcus Bischoff – śpiew
- Maik Weichert – gitara elektryczna
- Eric Bischoff – gitara basowa
- Matthias Voigt – perkusja
- Patrick Schleitzer – gitara elektryczna

Udział innych muzyków
- Patrick W. Engel oraz Ralf Müller wykonali partie gitarowe, basowe, perkusyjne, wokalne oraz klawiszowe podczas sesji nagraniowych do płyty[4].
- Andre Moraweck z zespołu Maroon użyczył swojego głosu podczas nagrywania płyty[5].
- Alexander Dietz (obecny członek zespołu) użyczył swojego głosu podczas nagrywania płyty. Do niego należą czyste wokalizy w utworach „To Harvest The Storm” oraz „The Dream Is Dead”. Nie był on wówczas jeszcze członkiem Heaven Shall Burn, występował w tym czasie w formacji Honeytoast[4].
- Kompozycje instrumentalne „Echoes” [intro], „Rísandi Von” [outro] oraz „Deyjandi Von” [outro] są autorstwa Ólafura Arnaldsa.

Pozostali
- Patrick W. Engel – produkcja muzyczna
- Tue Madsen – miksowanie, mastering[1]

## Inne informacje
Tytuł płyty był metaforyczną grą słów (1. zamierzone znaczenie to Antygona, 2. 'anti' – przeciwko, 'gone' – odejście/zapomnienie). Tytuł płyty nawiązywał zatem bezpośrednio do tragedii greckiej „Antygona” autorstwa Sofoklesa, opisującej historię córki króla Edypa, księżniczki w mitologii greckiej walczącej o swoje przekonania. Jej postać miała według HSB stanowić rodzaj metafory dla innych (współczesnych) bojowników o wolność, jak Salvador Allende, Víctor Jara, Nelson Mandela, Sophie Scholl, których przywołanie symbolizowało sprzeciw wobec ich zapomnienia.
Utwór „The Weapon They Fear” (pol. „Broń, której się boją”) został poświęcony chilijskiemu pieśniarzowi Víctorowi Jara, który stał się ofiarą puczu wojskowego w Chile w 1972 roku. Zarówno tekst we wkładce do płyty jak i teledysk nakręcony do tego utworu zakończono słowami poety: „Silence and screams are the end of my song” (pol. „Cisza i krzyki są końcem mojej pieśni”). Słowa te zostały użyte w tekście utworu „Buried In Forgotten Grounds” na albumie Invictus (Iconoclast III) z 2010, który także odnosi się do osoby Augusto Pinocheta oraz roli C.I.A. w strefie Ameryki Południowej oraz poświęcony jest ofiarom reżimu w Chile.
Utwór „Tree Of Freedom” (pol. „Drzewo wolności”) został poświęcony Nelsonowi Mandeli, przywódcy ruchu przeciw apartheidowi w Republice Południowej Afryki. We wkładce do tejże płyty umieszczono słowa Mandeli: „My blood is drunk by the roots of the tree from that one day the fruit of freedom will ripen” (pol. „Moją krew spijają korzenie drzewa, z którego pewnego dnia bądzie zebrany owoc wolności”).
Wśród odbiorców „AntiGone” wystąpiło nieporozumienie związane z okładką płyty. Mianowicie, ze względu na charakterystyczną imitację gwoździ wbitych w maskę przywdzianą na głowie, niektórzy mylili przedstawioną tam postać z członkiem zespołu Slipknot, Craigiem „133" Jonesem. Jednakże pomimo podobieństwa, zespół oświadczył, że obraz na okładce płyty w sposób oczywisty nie łączy się z ww. muzykiem.
Okładkę wydawnictwa przygotował grecki artysta Seth Siro Anton.
Utwór „Dislocation” autorstwa grupy Disembodied został wydany pierwotnie na albumie If God Only Knew the Rest Were Dead (1997). Utwór „Not My God” autorstwa grupy Hate Squad został wydany pierwotnie na albumie I.Q. Zero (1995). Utwór „Straßenkampf” autorstwa grupy Die Skeptiker został wydany pierwotnie na albumie Sauerei (1991).
Cover utworu „The Weapon They Fear” autorstwa grupy Fear My Thoughts, został wydany na składance Covering 20 Years of Extremes Century Media (2008).